# A Esquerda
A Esquerda  (em alemão:  Die Linke, também chamado Linkspartei; em português:  Partido de Esquerda) é um partido político da Alemanha  fundado em 16 de junho de 2007, a partir da fusão do Partido do Socialismo Democrático (PDS) — sucessor do Partido Socialista Unificado da Alemanha (SED), que governou a antiga Alemanha Oriental, oficialmente República Democrática Alemã, nos quarenta anos em que esta existiu — e da Alternativa Eleitoral para o Trabalho e a Justiça Social (WASG), que havia sido constituída na antiga Alemanha Ocidental. Seus presidentes foram, num primeiro momento, Lothar Bisky e Oskar Lafontaine, seguidos por Klaus Ernst e Gesine Lötzsch e, em 2012, por Katja Kipping e Bernd Riexinger.
O partido, que representa a esquerda no Bundestag, defende o socialismo democrático, abrigando, no entanto, em seu interior, uma pluralidade de correntes ideológicas. Internacionalmente, Die Linke é membro do Partido da Esquerda Europeia, sendo o maior partido do grupo GUE/NGL no Parlamento Europeu. De acordo com dados oficiais do partido, o partido tinha 77.645 membros registrados, em setembro de 2009. Os 69 deputados do partido o tornam o quinto maior do Bundestag. Nas eleições federais de 2017, Die Linke ganhou 5 cadeiras, passando a deter 69 dos 709 assentos do Bundestag (9,2%). O partido recebeu pouco mais de 4 milhões de votos em todo o país.
O partido é o partido mais de esquerda dos sete representados no Bundestag. É descrito como extrema-esquerda por alguns meios de comunicação e é considerado populista de esquerda por alguns pesquisadores, mas o Escritório Federal Alemão para a Proteção da Constituição (Bundesamt für Verfassungsschutz) não considera o partido como extremista ou uma ameaça à democracia. No entanto, ele monitora algumas de suas facções internas, como a Plataforma Comunista e a Esquerda Socialista, por conta de tendências extremistas, assim como as autoridades constitucionais de alguns estados.
Em relação à política externa, A Esquerda defende o desarmamento internacional, descartando qualquer tipo de envolvimento da Bundeswehr fora da Alemanha. O partido defende a retirada das tropas americanas da Alemanha, bem como a substituição da OTAN por um sistema de segurança coletiva que inclua a Rússia como país-membro. Eles acreditam que a política externa alemã deve ser estritamente confinada aos objetivos da diplomacia civil e da cooperação, em vez do confronto, embora também acreditem que tais demandas sejam mais uma visão, não devam ser implementadas o mais rápido possível e não devam ser vistas como pré-condições inflexíveis para uma coalizão federal de esquerda, vermelha-vermelha-verde.
Em seu manifesto, o partido diz: "Todo apoio aos estados da OTAN que, como a Turquia de Erdoğan, desrespeitam o direito internacional, deve ser interrompido imediatamente."

## Correntes e tendências

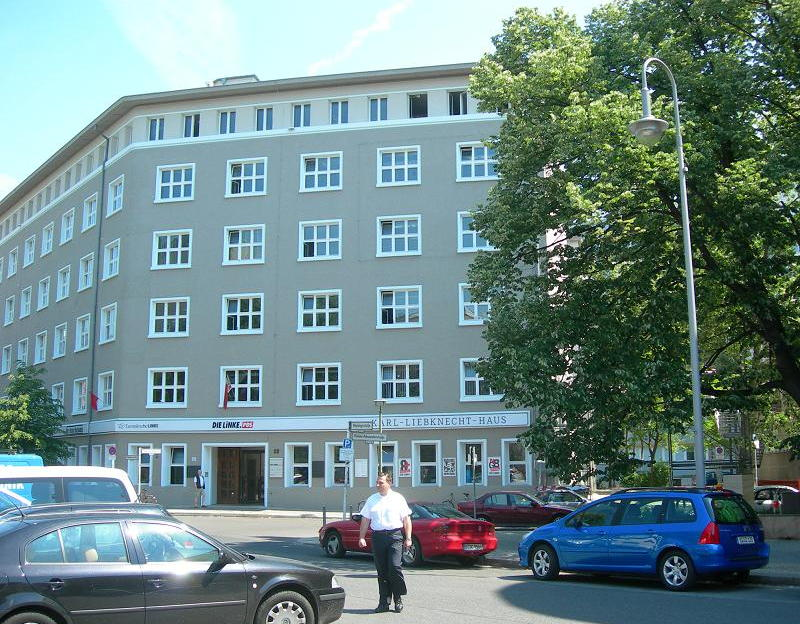
Karl-Liebknecht-Haus, sede do partido A Esquerda na Rosa-Luxemburg-Platz, foto de 2007

- A Esquerda Anticapitalista (Antikapitalistische Linke) representa o grupo mais crítico à participação do partido em coalizões governamentais. O grupo acredita que a participação de membros do partido no governo deve depender de uma série de demandas (que este não se comprometa com privatizações, guerras e cortes em gastos sociais, principalmente).

- A Plataforma Comunista (Kommunistische Plattform, KPF) era originalmente uma tendência do PDS. É o grupo menos crítico da República Democrática Alemã dentro do partido, defendendo posições ortodoxas do marxismo em debates. Uma "meta estratégica" da KPF é "construir uma nova sociedade socialista, usando experiências positivas do que realmente é socialismo e aprendendo com os erros". A Plataforma tinha cerca de 850 membros em 2007, de acordo com o Bundesamt für Verfassungsschutz (um dos serviços secretos da Alemanha) - cerca de 1% de todos os membros do partido. Mantém relações com o Partido Comunista da Alemanha.

- O Fórum do Socialismo Democrático (Forum demokratischer Sozialismus) é uma facção que prega o socialismo democrático, sendo originalmente uma tendência do PDS. Seus membros apoiam a participação do partido no governo de Berlim e do seu presidente Klaus Wowereit, do SPD. O grupo possui ideologia semelhante à Rede de Reforma da Esquerda.

- A Rede de Reforma da Esquerda (Netzwerk Reformlinke) foi originalmente formada em 2003 como tendência do PDS. O grupo defende a ideologia social-democrata, apoiando coligações do partido com o SPD e o Partido Verde.

- A Esquerda Emancipatória (Emanzipatorische Linke, Ema.Li) é uma corrente que defende os princípios do socialismo libertário. Para o grupo, a sociedade ideal é aquela mais descentralizada possível, por isso, apoiam os movimentos sociais. A maioria dos membros da Ema.Li são provenientes da Saxônia.

- A Esquerda Socialista (Sozialistische Linke) foi fundada em agosto de 2006 e incluem socialistas democráticos e eurocomunistas. O grupo defende a aproximação do partido com o movimento trabalhista. Muitos líderes da Esquerda Socialista eram membros do WASG. O grupo mantém laços com o Partido Socialista holandês e com o Partido da Refundação Comunista italiano.

Desde a sua formação, muitos  grupos de extrema-esquerda, como o Linksruck (agora conhecido como Marx21),  juntaram-se a Die Linke, assim como vários membros da Alternativa Socialista, inclusive a polêmica Lucy Redler. Nas eleições estaduais de Berlim, em 2006, Redler desafiou o PDS, fiel aliado do WASG, e lançou-se candidata. Como candidata de uma coligação independente, liderada pelo WASG, ela criticou publicamente a atuação do PDS no governo do prefeito Klaus Wowereit, além de ter sido contra a fusão dos dois partidos para a formação de Die Linke. Entretanto, sua filiação foi aceita, em outubro de 2008. Outros grupos, como o Partido Comunista e o Partido Marxista-Leninista da Alemanha, formaram eventualmente alianças locais com Die Linke, [carece de fontes?]mas não se juntaram ao partido.

## Resultados Eleitorais

### Eleições legislativas
| Data | Líder                         | M. Uninominal | M. Uninominal | M. Uninominal | M. Uninominal |     | M. Proporcional | M. Proporcional | M. Proporcional | Deputados | +/- | Status   | Notas      |
| Data | Líder                         | CI.           | Votos         | %             | +/-           | CI. | Votos           | %               | +/-             | Deputados | +/- | Status   | Notas      |
| ---- | ----------------------------- | ------------- | ------------- | ------------- | ------------- | --- | --------------- | --------------- | --------------- | --------- | --- | -------- | ---------- |
| 1990 | Gregor Gysi                   | 6.º           | 1 049 245     | 2,3 / 100,0   |               | 6.º | 1 129 578       | 2,4 / 100,0     |                 | 17 / 662  |     | Oposição | como PDS   |
| 1994 | Gregor Gysi                   | 5.º           | 1 920 420     | 4,1 / 100,0   | 1,8           | 6.º | 2 066 176       | 4,4 / 100,0     | 2,0             | 30 / 672  | 13  | Oposição | como PDS   |
| 1998 | Gregor Gysi                   | 5.º           | 2 416 781     | 4,9 / 100,0   | 0,8           | 6.º | 2 515 454       | 5,1 / 100,0     | 0,7             | 36 / 669  | 6   | Oposição | como PDS   |
| 2002 | Gabi Zimmer                   | 6.º           | 2 079 203     | 4,3 / 100,0   | 0,6           | 6.º | 1 916 702       | 4,0 / 100,0     | 1,1             | 2 / 603   | 32  | Oposição | como PDS   |
| 2005 | Lothar Bisky                  | 4.º           | 3 764 168     | 8,0 / 100,0   | 3,7           | 4.º | 4 118 194       | 8,7 / 100,0     | 4,7             | 54 / 614  | 52  | Oposição | PDS e WASG |
| 2009 | Oskar Lafontaine              | 3.º           | 4 791 124     | 11,1 / 100,0  | 3,1           | 4.º | 5 155 933       | 11,9 / 100,0    | 3,2             | 76 / 622  | 22  | Oposição |            |
| 2013 | Gregor Gysi                   | 3.º           | 3 585 178     | 8,2 / 100,0   | 2,9           | 3.º | 3 755 699       | 8,6 / 100,0     | 3,3             | 64 / 631  | 12  | Oposição |            |
| 2017 | Sahra Wagenknecht             | 4.º           | 3 966 035     | 8,6 / 100,0   | 0,4           | 5.º | 4 296 762       | 9,2 / 100,0     | 0,6             | 69 / 709  | 5   | Oposição |            |
| 2021 | Dietmar Bartsch               | 7.º           | 2 307 536     | 5,0 / 100,0   | 3,6           | 7.º | 2 270 906       | 4,9 / 100,0     | 3,3             | 39 / 736  | 30  | Oposição |            |
| 2025 | Jan van Aken Heidi Reichinnek | 5.º           | 3 932 584     | 7,9 / 100,0   | 2,9           | 5.º | 4 355 382       | 8,8 / 100,0     | 3,9             | 64 / 630  | 25  | Oposição |            |

### Eleições europeias
| Data | CI. | Votos     | %           | +/- | Deputados | +/- | Notas    |
| ---- | --- | --------- | ----------- | --- | --------- | --- | -------- |
| 1994 | 5.º | 1 670 316 | 4,7 / 100,0 |     | 0 / 99    |     | como PDS |
| 1999 | 5.º | 1 567 745 | 5,8 / 100,0 | 1,1 | 6 / 99    | 6   | como PDS |
| 2004 | 5.º | 1 579 693 | 6,1 / 100,0 | 0,3 | 7 / 99    | 1   | como PDS |
| 2009 | 5.º | 1 969 239 | 7,5 / 100,0 | 1,4 | 8 / 99    | 1   |          |
| 2014 | 4.º | 2 167 641 | 7,0 / 100,0 | 0,5 | 7 / 96    | 1   |          |
| 2019 | 6.º | 2 056 010 | 5,5 / 100,0 | 1,5 | 5 / 96    | 2   |          |
| 2024 | 8.º | 1 091 268 | 2,7 / 100,0 | 2,8 | 3 / 96    | 2   |          |

### Eleições regionais

#### Baden-Württemberg
| Data | CI. | Votos   | %           | +/- | Deputados | +/-     | Status            |
| ---- | --- | ------- | ----------- | --- | --------- | ------- | ----------------- |
| 2006 | 5.º | 121 753 | 3,1 / 100,0 |     | 0 / 139   |         | Extra-parlamentar |
| 2011 | 5.º | 139 700 | 2,8 / 100,0 | 0,3 | 0 / 138   | Estável | Extra-parlamentar |
| 2016 | 6.º | 156 240 | 2,9 / 100,0 | 0,1 | 0 / 143   | Estável | Extra-parlamentar |

#### Baixa Saxónia
| Data | CI. | Votos   | %           | +/- | Deputados | +/-     | Status            |
| ---- | --- | ------- | ----------- | --- | --------- | ------- | ----------------- |
| 2003 | 6.º | 21 560  | 0,5 / 100,0 |     | 0 / 183   |         | Extra-parlamentar |
| 2008 | 5.º | 243 106 | 7,1 / 100,0 | 6,6 | 11 / 152  | 11      | Oposição          |
| 2013 | 5.º | 112 212 | 3,1 / 100,0 | 4,0 | 0 / 137   | 11      | Extra-parlamentar |
| 2017 | 6.º | 177 118 | 4,6 / 100,0 | 1,5 | 0 / 137   | Estável | Extra-parlamentar |

#### Baviera
| Data | CI. | Votos   | %           | +/- | Deputados | +/-     | Status            |
| ---- | --- | ------- | ----------- | --- | --------- | ------- | ----------------- |
| 2008 | 6.º | 461 755 | 4,6 / 100,0 |     | 0 / 187   |         | Extra-parlamentar |
| 2013 | 6.º | 251 097 | 2,1 / 100,0 | 2,5 | 0 / 180   | Estável | Extra-parlamentar |
| 2013 | 7.º | 216 680 | 3,2 / 100,0 | 1,1 | 0 / 205   | Estável | Extra-parlamentar |

#### Berlim
| Data             | CI.          | Votos        | %            | +/-          | Deputados    | +/-          | Status            | Notas        |
| Berlim Leste     | Berlim Leste | Berlim Leste | Berlim Leste | Berlim Leste | Berlim Leste | Berlim Leste | Berlim Leste      | Berlim Leste |
| ---------------- | ------------ | ------------ | ------------ | ------------ | ------------ | ------------ | ----------------- | ------------ |
| 1990             | 2.º          | 592 102      | 30,1 / 100,0 |              | 42 / 138     |              | Oposição          |              |
| Berlim Unificada |              |              |              |              |              |              |                   |              |
| 1990             | 3.º          | 184 820      | 9,2 / 100,0  |              | 23 / 241     |              | Oposição          |              |
| 1995             | 3.º          | 244 196      | 14,6 / 100,0 | 5,4          | 34 / 206     | 11           | Oposição          |              |
| 1999             | 3.º          | 276 869      | 17,7 / 100,0 | 3,1          | 33 / 169     | 1            | Oposição          |              |
| 2001             | 3.º          | 366 292      | 22,6 / 100,0 | 4,9          | 33 / 141     | Estável      | Governo           |              |
| 2006             | 3.º          | 185 185      | 13,4 / 100,0 | 9,2          | 23 / 149     | 10           | Governo           | PDS          |
| 2006             | 7.º          | 40 504       | 2,9 / 100,0  |              | 0 / 149      |              | Extra-parlamentar | WASG         |
| 2011             | 4.º          | 171 050      | 11,7 / 100,0 | 4,6          | 19 / 149     | 4            | Oposição          |              |
| 2016             | 3.º          | 255 701      | 15,6 / 100,0 | 3,9          | 27 / 160     | 8            | Governo           |              |

#### Bremen
| Data | CI. | Votos   | %           | +/- | Deputados | +/-     | Status            |
| ---- | --- | ------- | ----------- | --- | --------- | ------- | ----------------- |
| 1995 | 7.º | 8 174   | 2,4 / 100,0 |     | 0 / 100   |         | Extra-parlamentar |
| 1999 | 5.º | 8 418   | 2,9 / 100,0 | 0,5 | 0 / 100   | Estável | Extra-parlamentar |
| 2003 | 7.º | 4 885   | 1,7 / 100,0 | 1,2 | 0 / 83    | Estável | Extra-parlamentar |
| 2007 | 4.º | 23 282  | 8,4 / 100,0 | 6,7 | 7 / 83    | 7       | Oposição          |
| 2011 | 4.º | 73 769  | 5,6 / 100,0 | 2,8 | 5 / 83    | 2       | Oposição          |
| 2015 | 4.º | 111 485 | 9,5 / 100,0 | 3,9 | 8 / 83    | 3       | Oposição          |

#### Hamburgo
| Data | CI.           | Votos         | %             | +/-           | Deputados     | +/-           | Status            |
| ---- | ------------- | ------------- | ------------- | ------------- | ------------- | ------------- | ----------------- |
| 1997 | 9.º           | 5 354         | 0,7 / 100,0   |               | 0 / 121       |               | Extra-parlamentar |
| 2001 | 9.º           | 3 299         | 0,4 / 100,0   | 0,3           | 0 / 121       | Estável       | Extra-parlamentar |
| 2004 | Não concorreu | Não concorreu | Não concorreu | Não concorreu | Não concorreu | Não concorreu | Não concorreu     |
| 2008 | 4.º           | 50 132        | 6,4 / 100,0   |               | 8 / 121       |               | Oposição          |
| 2011 | 5.º           | 220 428       | 6,4 / 100,0   | Estável       | 8 / 121       | Estável       | Oposição          |
| 2015 | 4.º           | 300 567       | 8,5 / 100,0   | 2,1           | 11 / 121      | 3             | Oposição          |

#### Hesse
| Data | CI. | Votos   | %           | +/- | Deputados | +/-     | Status            |
| ---- | --- | ------- | ----------- | --- | --------- | ------- | ----------------- |
| 2008 | 5.º | 140 769 | 5,1 / 100,0 |     | 6 / 110   |         | Apoio parlamentar |
| 2009 | 5.º | 139 074 | 5,4 / 100,0 | 0,3 | 6 / 118   | Estável | Oposição          |
| 2013 | 4.º | 161 488 | 5,2 / 100,0 | 0,2 | 6 / 110   | Estável | Oposição          |

#### Mecklemburgo-Pomerânia Ocidental
| Data | CI. | Votos   | %            | +/- | Deputados | +/-     | Status   |
| ---- | --- | ------- | ------------ | --- | --------- | ------- | -------- |
| 1990 | 3.º | 139 612 | 15,7 / 100,0 |     | 12 / 66   |         | Oposição |
| 1994 | 3.º | 221 814 | 22,7 / 100,0 | 7,0 | 18 / 71   | 6       | Oposição |
| 1998 | 3.º | 264 299 | 24,4 / 100,0 | 1,7 | 20 / 71   | 2       | Governo  |
| 2002 | 3.º | 159 065 | 16,4 / 100,0 | 8,0 | 13 / 71   | 7       | Governo  |
| 2006 | 3.º | 137 253 | 16,8 / 100,0 | 0,4 | 13 / 71   | Estável | Oposição |
| 2011 | 3.º | 125 528 | 18,4 / 100,0 | 1,6 | 14 / 71   | 1       | Oposição |
| 2016 | 4.º | 106 256 | 13,2 / 100,0 | 5,2 | 11 / 71   | 3       | Oposição |

#### Renânia do Norte-Vestfália
| Data | CI. | Votos   | %           | +/- | Deputados | +/-     | Status            | Notas |
| ---- | --- | ------- | ----------- | --- | --------- | ------- | ----------------- | ----- |
| 2000 | 6.º | 79 934  | 1,1 / 100,0 |     | 0 / 231   |         | Extra-parlamentar |       |
| 2005 | 5.º | 181 988 | 2,2 / 100,0 |     | 0 / 187   |         | Extra-parlamentar | WASG  |
| 2005 | 7.º | 72 989  | 0,9 / 100,0 | 0,2 | 0 / 187   | Estável | Extra-parlamentar | PDS   |
| 2010 | 5.º | 435 627 | 5,6 / 100,0 | 2,5 | 11 / 181  | 11      | Oposição          |       |
| 2012 | 6.º | 194 428 | 2,5 / 100,0 | 3,1 | 0 / 237   | 11      | Extra-parlamentar |       |
| 2017 | 6.º | 415 936 | 4,9 / 100,0 | 2,4 | 0 / 199   | Estável | Extra-parlamentar |       |

#### Renânia-Palatinado
| Data | CI. | Votos  | %           | +/- | Deputados | +/-     | Status            |
| ---- | --- | ------ | ----------- | --- | --------- | ------- | ----------------- |
| 2006 | 5.º | 44 826 | 2,6 / 100,0 |     | 0 / 101   |         | Extra-parlamentar |
| 2011 | 5.º | 56 054 | 3,0 / 100,0 | 0,4 | 0 / 101   | Estável | Extra-parlamentar |
| 2016 | 6.º | 59 970 | 2,8 / 100,0 | 0,2 | 0 / 101   | Estável | Extra-parlamentar |

#### Sarre
| Data | CI. | Votos   | %            | +/-  | Deputados | +/-     | Status            |
| ---- | --- | ------- | ------------ | ---- | --------- | ------- | ----------------- |
| 1999 | 7.º | 4 490   | 0,8 / 100,0  |      | 0 / 51    |         | Extra-parlamentar |
| 2004 | 7.º | 10 240  | 2,3 / 100,0  | 1,5  | 0 / 51    | Estável | Extra-parlamentar |
| 2009 | 3.º | 113 664 | 21,3 / 100,0 | 19,0 | 11 / 51   | 11      | Oposição          |
| 2012 | 3.º | 77 612  | 16,1 / 100,0 | 5,2  | 9 / 51    | 2       | Oposição          |
| 2017 | 3.º | 68 566  | 12,9 / 100,0 | 3,2  | 7 / 51    | 2       | Oposição          |

#### Saxónia
| Data | CI. | Votos   | %            | +/- | Deputados | +/- | Status   |
| ---- | --- | ------- | ------------ | --- | --------- | --- | -------- |
| 1990 | 3.º | 269 420 | 10,2 / 100,0 |     | 17 / 160  |     | Oposição |
| 1994 | 3.º | 339 619 | 16,5 / 100,0 | 6,3 | 21 / 120  | 4   | Oposição |
| 1999 | 2.º | 480 317 | 22,2 / 100,0 | 5,7 | 30 / 120  | 9   | Oposição |
| 2004 | 2.º | 490 488 | 23,6 / 100,0 | 1,4 | 31 / 124  | 1   | Oposição |
| 2009 | 2.º | 370 359 | 20,6 / 100,0 | 3,0 | 29 / 132  | 2   | Oposição |
| 2014 | 2.º | 309 581 | 18,9 / 100,0 | 1,7 | 27 / 126  | 2   | Oposição |

#### Saxóna-Anhalt
| Data | CI. | Votos   | %            | +/- | Deputados | +/-     | Status            |
| ---- | --- | ------- | ------------ | --- | --------- | ------- | ----------------- |
| 1990 | 4.º | 169 319 | 12,0 / 100,0 |     | 12 / 106  |         | Oposição          |
| 1994 | 3.º | 225 243 | 19,9 / 100,0 | 7,9 | 21 / 99   | 9       | Apoio parlamentar |
| 1998 | 3.º | 293 475 | 19,6 / 100,0 | 0,3 | 25 / 116  | 4       | Apoio parlamentar |
| 2002 | 2.º | 236 484 | 20,4 / 100,0 | 0,8 | 25 / 115  | Estável | Oposição          |
| 2006 | 2.º | 217 295 | 24,1 / 100,0 | 3,7 | 26 / 97   | 1       | Oposição          |
| 2011 | 2.º | 235 011 | 23,7 / 100,0 | 0,4 | 29 / 105  | 3       | Oposição          |
| 2016 | 3.º | 183 290 | 16,3 / 100,0 | 7,4 | 16 / 87   | 13      | Oposição          |

#### Schleswig-Holstein
| Data | CI. | Votos  | %           | +/- | Deputados | +/-     | Status            |
| ---- | --- | ------ | ----------- | --- | --------- | ------- | ----------------- |
| 2000 | 6.º | 20 066 | 1,4 / 100,0 |     | 0 / 89    |         | Extra-parlamentar |
| 2005 | 8.º | 11 392 | 0,8 / 100,0 | 0,6 | 0 / 69    | Estável | Extra-parlamentar |
| 2009 | 5.º | 95 764 | 6,0 / 100,0 | 5,2 | 6 / 95    | 6       | Oposição          |
| 2012 | 7.º | 29 900 | 2,3 / 100,0 | 3,7 | 0 / 69    | 6       | Extra-parlamentar |
| 2017 | 6.º | 56 018 | 3,8 / 100,0 | 1,5 | 0 / 73    | Estável | Extra-parlamentar |

#### Turíngia
| Data | CI. | Votos   | %            | +/- | Deputados | +/- | Status   |
| ---- | --- | ------- | ------------ | --- | --------- | --- | -------- |
| 1990 | 3.º | 136 464 | 9,7 / 100,0  |     | 9 / 89    |     | Oposição |
| 1994 | 3.º | 235 556 | 16,6 / 100,0 | 6,9 | 17 / 88   | 8   | Oposição |
| 1999 | 2.º | 247 906 | 21,4 / 100,0 | 4,8 | 21 / 88   | 4   | Oposição |
| 2004 | 2.º | 263 717 | 26,1 / 100,0 | 4,7 | 28 / 88   | 7   | Oposição |
| 2009 | 2.º | 288 915 | 27,4 / 100,0 | 1,3 | 27 / 88   | 1   | Oposição |
| 2014 | 2.º | 265 428 | 28,2 / 100,0 | 0,8 | 28 / 91   | 1   | Governo  |